# 蓋布瑞五孔䱛
蓋布瑞五孔䱛為輻鰭魚綱鱸形目鱸亞目石首魚科五孔䱛屬的其中一種，該物種分布於南美洲亞馬遜河及奧里諾科河流域，體長可達14.6公分，棲息在溪流。